# Земская почта Валдайского уезда
Зе́мская по́чта Валда́йского уе́зда — земская почта, организованная земской управой Валдайского уезда Новгородской губернии. Существовала с 1869 года. В уезде выпускались собственные земские марки.

## История почты
Валдайская уездная земская почта была открыта в 1869 году. Пересылка почтовых отправлений осуществлялась ямщиками почтовых станций в сопровождении рассыльных земства. С сентября 1871 года была введена плата за пересылку частных почтовых отправлений. Тогда же были введены земские почтовые марки.

## Выпуски марок
Используемые для оплаты частных почтовых отправлений земские марки печатались в частных литографиях. Рисунок марок был однотипным, различаясь только деталями герба Валдайского уезда и шрифта надписей.

## Гашение марок
Гашение марок осуществлялось чернилами (перечёркиванием).